# Cane Farm
Cane Farm es una localidad de Trinidad y Tobago, que forma parte de la región de Tunapuna-Piarco.

## Geografía
La localidad abarca parte de la isla Trinidad y limita al norte y este con Kandahar, al sur con Dinsley y Dinsley-Trincity y al oeste con Tacarigua.

## Demografía
Datos demográficos de la localidad de Cane Farm:
| Gráfica de evolución demográfica de Cane Farm entre 2000 y 2011 |
|                                                                 |